# 饻
饻是一种1940年代在中国共产党解放区使用的工资计算单位，是一种实物分制。

## 概述
饻是工资计算单位，1饻被规定为若干种实物价格的总和，这些实物包括：
- 2市斤中等小米
- 1市斤中等小麦
- 5市钱食用油
- 5市钱食盐
- 1平方尺中等白土布
- 1.5市斤中等家用煤

计发工资时先按工厂驻地附近各种实物当月15日中午的实时价格计算饻值，然后再根据饻值计算工人的实际工资。从学徒到厂长，共划分有约20个工资等级。工程师的工资在195.8饻至321.2饻之间，技术工人的工资在46.2饻至132饻之间，高于普通干部。

## 历史
中国抗日战争期间，共产党抗日根据地受到日本军和国民党军队的扫荡和双重封锁，同时期的旱灾和蝗灾造成农业歉收，物价迅速上升，根据地经济出现重大损失。为应对经济困难，解决部队和原实行半供给制半工资制的军工厂工人的供给问题，华北解放区军事工业由军事管理转变为企业化管理，军工企业由供给制改为工资制，八路军前方总部后勤部长杨立三创造“饻”字，取其有“食”有“衣”的含义，反切读作“xī”，作为实物单位计算工资，由以货币为单位计发工资改为以实物为单位计发工资。最初选择实物小米作为各种费用的参照物，之后按菜金和公杂费所需几种主要实物折合为实物分，即饻。

## 评价
西北大学教授欧阳军喜认为饻工资制度是一种战时财政管理措施，认为饻工资制度的推行能够满足战时工人的基本生活需要，有利于解放区工业的恢复和发展。中国共产党通过推行饻工资制度向工人灌输阶级意识，工人工资饻数的变化是中国共产党处理不同阶层工人的待遇的体现，同时也反映出共产党对其工人运动政策的调整以及解放区劳资之间、工人与工人之间、工人与农民之间的利益关系变化。

## 其他
“饻”字曾出现于《永乐大典》卷之二万四百二十八，用于描述十二章服章制度，与“饻”字在近现代的使用没有明显关系。